# Promień Larmora

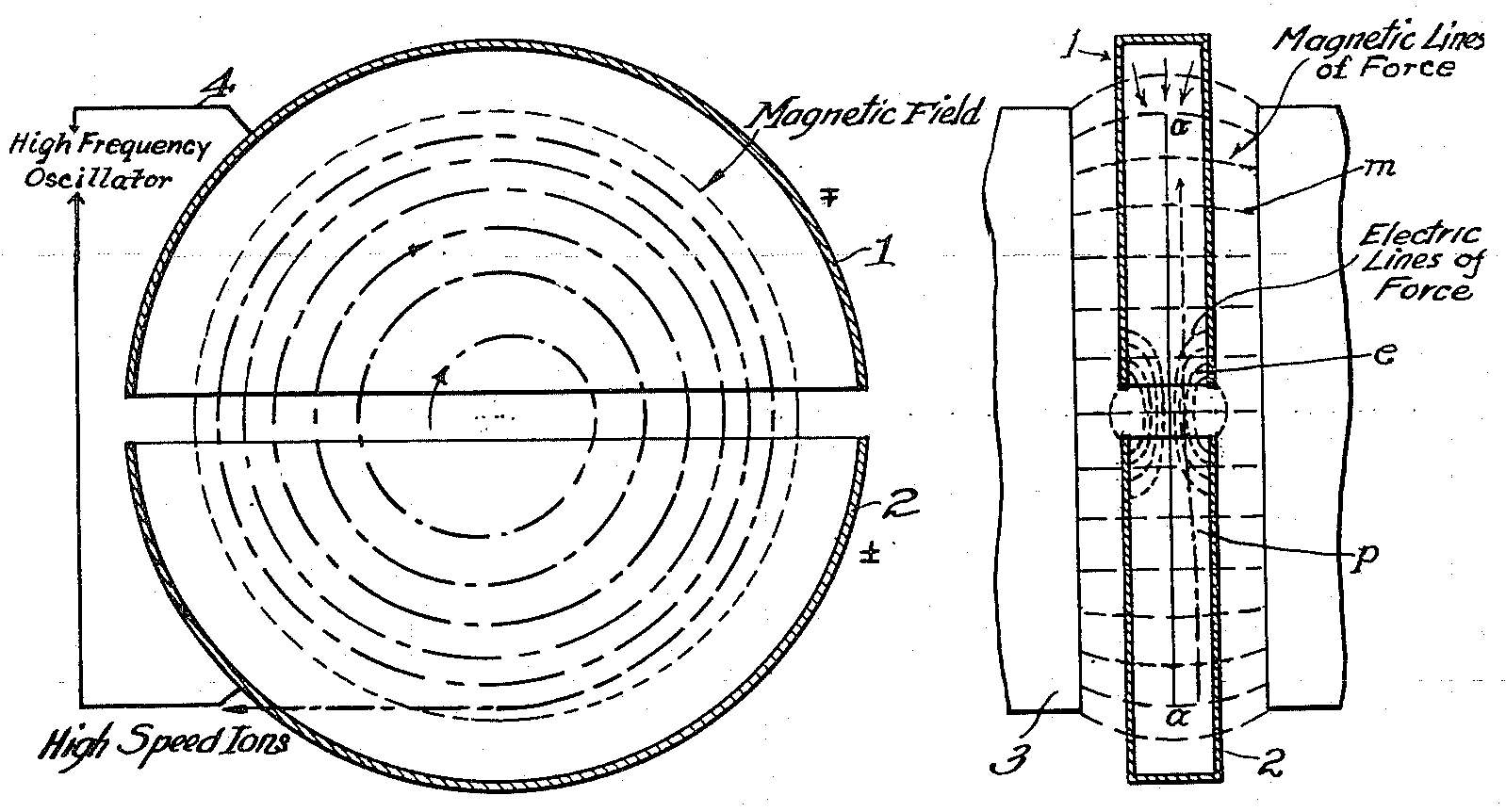
Cyklotron – urządzenie wykorzystujące zakrzywianie naładowanych cząstek w polu magnetycznym

Promień Larmora (promień cyklotronowy) – promień toru kołowego lub śrubowego, po którym poruszają się cząstki naładowane w jednorodnym polu magnetycznym. Jeżeli prędkość cząstki jest prostopadła do linii pola magnetycznego, torem ruchu jest okrąg. Promień cyklotronowy zależy od stosunku ładunku do masy cząstki oraz od jej prędkości i wartości indukcji pola magnetycznego. Zależność tę wyraża wzór
{\displaystyle r={\frac {mv}{qB}}}
gdzie:
m – masa cząstki,
v – składowa prędkości cząstki prostopadła do linii pola magnetycznego,
q – wartość bezwzględna ładunku elektrycznego,
B – indukcja magnetyczna.